# Skee-Tjärnö församling
Skee-Tjärnö församling är en församling i Norra Bohusläns kontrakt i Göteborgs stift. Församlingen ligger i Strömstads kommun i Västra Götalands län och ingår i Strömstads pastorat.

## Administrativ historik
Församlingen bildades 2006 genom en sammanslagning av Skee församling och delar av Tjärnö församling och ingår sedan dess i Strömstads pastorat.

## Kyrkobyggnader
- Skee kyrka
- Tjärnö kyrka
- Krokstrands kyrka. Kyrkan återinvigdes artonde söndagen efter Trefaldighet, den 25 december 2005 av kontraktsprosten Torbjörn Edebol.[4]

### Fotnoter
1. ↑  Stift, kontrakt och pastorat i nummerordning med ingående församlingar 2020-01-01, SCB, läs online.[källa från Wikidata]
2. 1 2  Medlemmar i Svenska kyrkan i förhållande till folkmängd den 31.12.2019 per församling, kommun och län samt riket, Svenska kyrkan, läs online.[källa från Wikidata]
3. ↑  ”Församlingar”. Statistiska centralbyrån. https://www.scb.se/hitta-statistik/regional-statistik-och-kartor/regionala-indelningar/forsamlingar/. Läst 30 december 2022.
4. ↑  Julhälsningar till församlingarna i Göteborgs stift 2006, red. Pekka Heikkinen, Göteborgs Stifts-Tidnings Förlag, Göteborg 1993 ISSN 0284-2084, s. 187